# Кезеной
Кезеной (рос. Кезеной) — село у Веденському районі Чечні Російської Федерації.
Населення становить 9 осіб. Входить до складу муніципального утворення Хойське сільське поселення.

## Історія
Згідно із законом від 20 лютого 2009 року органом місцевого самоврядування є Хойське сільське поселення.

## Населення
| 2010 |
| ---- |
| 9    |